# Raionul Bahmaci, Cernihiv
Bahmaci (în ucraineană Бахмацький район, transliterat: Bahmațkîi raion) este un raion în regiunea Cernihiv, Ucraina. Reședința sa este orașul Bahmaci.

## Demografie
Componența lingvistică a raionului Bahmaci
     Ucraineană (97,09%)
     Rusă (2,51%)
     Alte limbi (0,32%)
Conform recensământului din 2001, majoritatea populației raionului Bahmaci era vorbitoare de ucraineană (97,09%), existând în minoritate și vorbitori de rusă (2,51%).